# جمهورية ناتاليا
جمهورية ناتاليا كانت جمهورية ظهرت لفترة قصيرة تأسست في عام 1839 من قبل البوير وذلك بعدما هزموا مملكة الزولو في معركة نهر الدم. انتهت الجمهورية في عام 1843 بعدما غزتها الإمبراطورية البريطانية وضمتها إلى مستعمرة ناتال.